# .46 Rimfire
El .46 Rimfire proviene de una familia de cartuchos de percusión anular para revólver y fusiles, producidos a fines del siglo XIX y principios del XX. 
Se fabricaron principalmente en longitudes cortas, largas y extra largas hasta que los fabricantes en los Estados Unidos dejaron de fabricar municiones .46 cortas y .46 largas una vez entrada la Primera Guerra Mundial en 1917; sin embargo, la producción de .46 Extra Long continuó después de la guerra.

## Historia

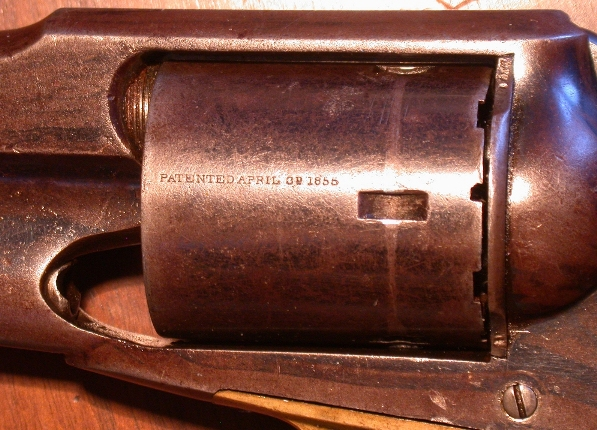
Conversion Remington, patente Rollin White

El .46 Short se empleó en los primeros revólveres de cartucho metálico de gran calibre disponibles. Anteriormente, Smith & Wesson, propietario de la patente de Rollin White, había producido el Modelo 1 en .22 Corto y el Modelo 2 en .32 Corto. En 1868, Remington pagó regalías a Smith & Wesson por el uso de la patente de Rollin White y comenzó a producir conversiones de cartuchos metálicos .46 Corto para su New Model Army. Estos revólveres convertidos también eran capaces de disparar los cartuchos .46 Long cuando se introdujeron unos años más tarde.